# السد الأخضر
السّد الأخضر، هو مشروع بيئي زراعي لتشجير السهوب الجزائرية، ولمكافحة زحف الصحراء. يعد هذا من أكثر المشاريع طموحاً التي نفذتها الجزائر في عهد بومدين. كان الهدف منه إقامة شريط نباتي من الأشجار من الشرق إلى الغرب قصد وقف زحف الصحراء إلى الشمال ووقف ظاهرة التصحر إلا أن المشروع شهد التوقف ولم يستكمل إلى يومنا هذا بعد وفاة صاحب فكرة المشروع الراحل هواري بومدين، أطلق مشروع السد الأخضر سنة 1971م للحد من تقدم الرمال نحو الشمال الخصب طوله 1700 كيلومتر على عمق تجاوز في بعض الأحيان 400 كيلومتر كان لهذا السد دور في نشوء 400 قرية نموذجية جديدة، والحد من هجوم الصحراء على المناطق الحضرية.

## تاريخ

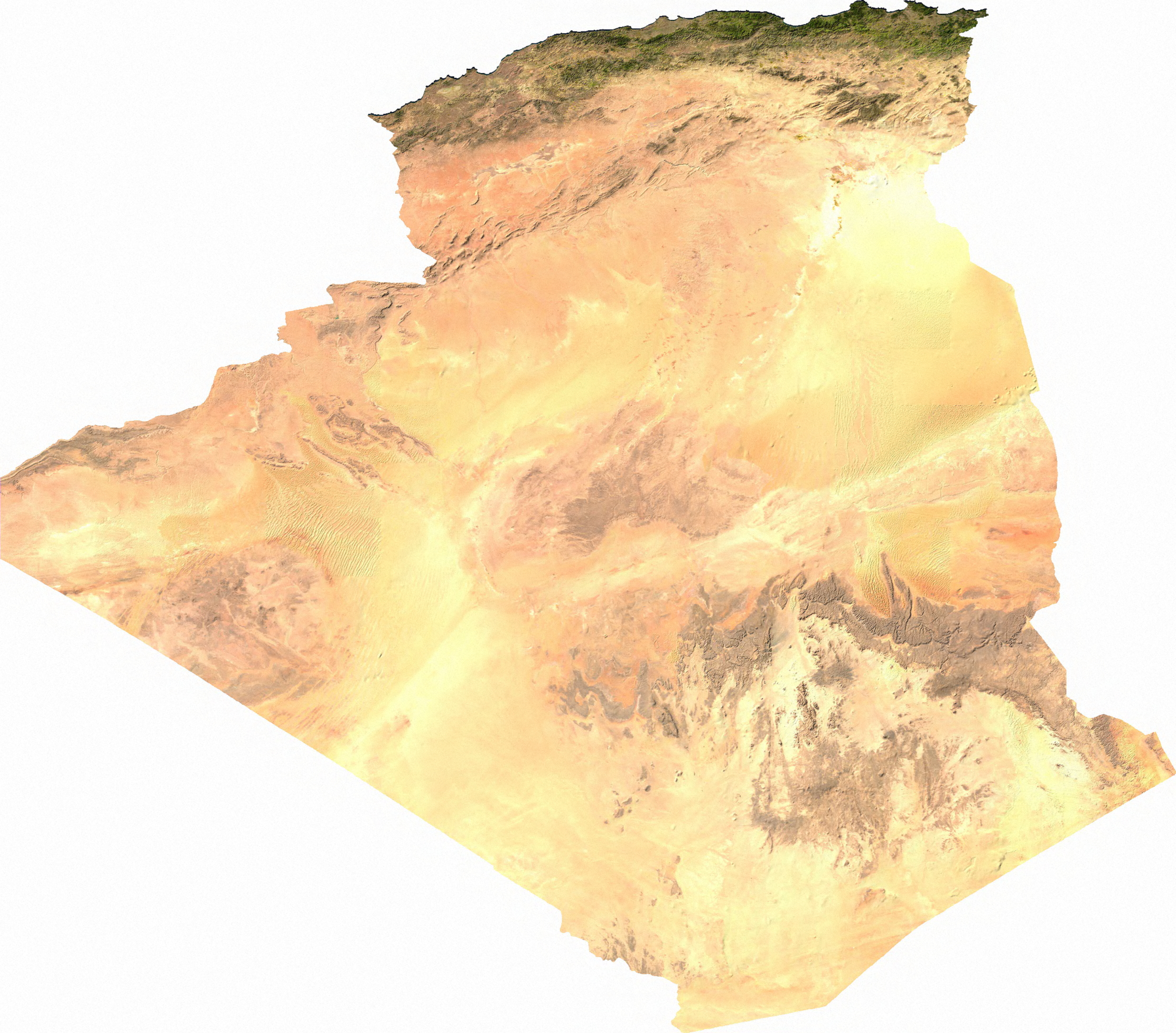
خريطه الجزائر

### الفكرة
كان منطلق التفكير في هذا المشروع سنة 1967م عندما لاحظ المسؤولون آنذاك تسارع زحف الرمال نحو الشمال بنسبة مذهلة مهددا الأراضي الخصبة القليلة التي كانت تستغل في الزراعة والتي لم تسلم بدورها من همجية الاستعمار، حيث عكف الاحتلال في استراتيجيته التدميرية على القضاء على كل ما هو أخضر في المنطقة استجابة لحاجيات الحرب.
كان يهدف هذا المشروع إلى أهداف أخرى تتمثل أساسا في تشجير حزام طولي مساحته 3 ملايين هكتار،  يمتد من الحدود الشرقية إلى الغربية بعمق 20 كلم ويعبر عدة ولايات أهمها الجلفة، باتنة، خنشلة، المسيلة، البيض، الأغواط، سعيدة، النعامة، وهذا بصدد إعادة التوازن الإيكولوجي وحماية الغطاء النباتي الموجود، ولا يمكن فصل الأهداف الطبيعية عن الاجتماعية، حيث كان المراد منه أيضا القضاء على البطالة والعزلة التي كان يعيشها غالبية سكان تلك المناطق.
في وقت مبكر من عام 1968، تم نشر أربعة مشاريع إعادة تشجير في منبع غابات الصنوبر الحلبي الطبيعية في جبال أولاد نائل في ولاية الجلفة.

### الانطلاق
وانطلق المشروع فعليا سنة 1970م بقرار 23 يونيو 1970،  وذلك بغرس أولى أشجار الصنوبر الحلبي، حيث وضع حينها الرئيس الراحل هواري بومدين على عاتق أفراد الجيش الوطني الشعبي الجزائري الفتي مسؤولية السهر على إنجاز هذا المشروع العملاق، حيث جنّد له أكثر من 21 ألف جندي تداولوا على فترات في غرس كميات هائلة من الشجيرات، كما ساهمت عمليات التطوع التي كان يقوم بها أفراد من المجتمع المدني في الإسراع من وتيرة الغرس• وقد حقق هؤلاء إنجازا معتبرا بفعل تشجير ما مقداره 510 ألف هكتار.
لكن مع بداية التسعينيات، أي في عهد الرئيس الشاذلي بن جديد، برز إشكال عويص كلما حاول المسؤولون دراسة وضعية هذا المشروع، ويتمثل في هل قام المشروع على دراسات ميدانية وعلمية؟ للأسف لا، مثلما يؤكده العديد من الأخصائيين، من بينهم مدير مديرية الغابات، وفي هذا الصدد يقول ’’بداية المشروع عرف افتقارا لدراسات تقنية لمدى ملاءمة النباتات المراد غرسها•• هذا النقص هو أكثر ما يعاب على بداية المشروع الذي لم يرفق بدراسات تقنية وعلمية، النقص يمكن أن يفهم لافتقار الجزائر، ربما في تلك الفترة لخبراء متمرسين، فلا يجب أن ننسى أن انطلاق المشروع كان بعد ثماني سنوات فقط من الاستقلال’’• وأضاف ذات المسؤول قائلا ’’تم المشروع على عدة مراحل وإن كانت المرحلة الأولى تمتد من 1970م إلى 1980م التي عرفت بداية عمليات الغرس المكثف، فكانت الثانية الممتدة من 1981م إلى 1991م مرحلة تصحيح أخطاء المرحلة الأولى على قاعدة التقارير الكمية والنوعية، ومن أهم ما جاء فيها هو اقتسام دور تسيير المشروع بين شباب الخدمة الوطنية ومصالح الغابات، وتم إقرار تنويع النباتات التي يتم غرسها، حيث انتهت عهدة الصنوبر الحلبي وتم إقحام عشرات الأنواع من النباتات محلية ودخيلة عن المنطقة، منها شجيرات ونباتات من أمريكا[ ؟ ]’’

### نتيجة أولية
بداية التسعينات يمكن القول عنها، أنها كانت بداية نهاية المشروع، كما أريد له أن يكون في سنوات السبعينيات، وتجسّد هذا الأمر أولا عن تخلي مصالح وزارة الدفاع عن المشروع، سواء من ناحية التسيير أو الإنجاز، وأسندت المهمة لمصالح الغابات، التي تحولت فيما بعد إلى مديرية الغابات المنضوية تحت لواء وزارة الفلاحة.
وكانت سنوات التسعينيات خاصة في نهاية بداية التحول المشروع من السد الأخضر، المتمثل في شريط أشجار عازل بين الشمال والجنوب، إلى إستراتيجية جديدة تتمثل في العناية بمساحات من خلال إعادة بعث الاخضرار فيها والأهم الحياة، وتتركز هذه المساحات في المناطق السهبية، أين تم تحديد سنة 1997م حوالي 7 ملايين هكتار منطقة سهبية يجب إعادة تأهيلها عن طريق الغرس وإعادة بعث الحياة، فيقول السيد ملوحي ’’ليس الأهم الغرس، بل يجب إعادة بعث الحياة في هذه المناطق فتواجد الإنسان كفيل على أن يعزز ما يتم القيام به، ظهور مساكن، إقامة أعمدة الكهرباء، ظهور نشاط متواصل هو العامل الأساسي على المحافظة على ما يتم إنجازه في إطار المخطط الجديد الذي تبنّته الحكومة ليس كبديل للسد الأخضر، وإنما كدراسة تتلاءم أكثر مع الواقع، تستند إلى معطيات تقنية، علمية وميدانية. غير أن سبعة ملايين هكتار بالمناطق السهبية، التي تقرر العناية بها سنة 1997م لم يتم تأهيل وغرس منها سوى ثلاثة ملايين، لماذا؟ على هذا السؤال يرد مسؤول مديرية الغابات ’’كل شيء مرتبط بالإمكانيات المادية المسخرة، لكن نعتبر أنه يمكن خلال الأربع سنوات المقبلة العناية بالأربعة ملايين هكتار المتبقية’’.

### إعادة بعث المشروع
أُطلقت دراسة حول إعادة تأهيله وتوسيعه في عام 2012، واقترحت خطة عمل في عام 2016، وعقدت اجتماعات وورش عمل في عام 2018.
في نهاية سنة 2019 تم إعداد المخطط الوطني الجزائري 2020-2030 من قبل اللجنة الوطنیة للمناخ وفريق من الخبراء والباحثین، وھو يتضمن 155 عملیة ونشاط، ويھدف المخطط إلى إعادة إطلاق المشروع ودراسة لتقليص التكليف وزيادة الكفاءة لإستكمال المشروع والتوسع فيه.
في فبراير 2021، قررت الجزائر طلب تمويلات من صندوق المناخ الأخضر التابع للأمم المتحدة ومنظمة الأغذية والزراعة لاستكمال مشروع السد الأخضر الذي يندرج في إطار المبادرة الأفريقية الجدار الأخضر الكبير، الهادفة إلى مكافحة آثار التغيّر المناخي والتصحّر.
في 17 يونيو 2021، أطلقت وزارة الفلاحة والتنمية الريفية والمديرية العامة للغابات رسميًا تأهيل السد الأخضر، تحت القيادة المشتركة لمنظمة الأغذية والزراعة للامم المتحدة (فاو).
في يوليو 2021، سُجلت عملية جديدة لاعادة تأهيل السد الأخضر عبر 30 ولاية من بينها المسيلة والجلفة، وهذا بإعادة تشجير عدد من المناطق.
في يونيو 2021، طالب وزير الفلاحة والتنمية الريفية، محمد عبد الحفيظ هني، المسؤولين ب«بالإسراع في اتخاذ كل الإجراءات الضرورية من اجل التنفيذ الفعلي للمخطط العملي لمشروع السد الأخضر والتنسيق مع كافة الهيئات المعنية والعمل في أقرب الآجال على تنصيب كافة الهيئات الخاصة بمتابعة هذا المشروع الحيوي».

## خصائص السد الأخضر وفوائده
السد الأخضر وهو المشروع الذي أطلق سنة 1970م للحد من تقدم الرمال نحو الشمال الخصب طوله 1700 كيلومتر على عمق تجاوز في بعض الأحيان 20 كيلومتر كان لهذا السد دور في نشوء 400 قرية نموذجية جديدة والحد من هجوم الصحراء على المناطق الحضرية. ومباشرة بعد الاستقلال، التشجير كان واحدا من أولويات الطوارئ وذلك لتجديد الغابات الميراث تدريبا مكثفا الضرر أثناء حرب التحرير.
```
ومن خصائص السد الأخضر أيضا:
```

1. المناخ: يساهم السد الأخضر في الحد من تقدم الصحراء الكبرى، حيث ترتفع الحرارة فيها وتحدها سلسلة جبلية تفصل الشمال عن الجنوب. عموما، هناك فصلان فقط في المنطقة حرارة الصيف وبرد الشتاء. تتراوح درجات الحرارة في الشتاء بين 1.8 و1.9 درجة مئوية وبذلك الصيف يتراوح بين 33.1 و37.6 درجة مئوية، بينما قياسات المطر ضعيفة نظرا لقربها من شبه القاحلة (مناخ جاف).
2. النباتات: الغطاء النباتي الذي يعكس طبيعتها وخصائصها من حيث المناخ وأقل درجة من تلك الأرض. هناك نوعان من النباتات في السد الأخضر:
  - النباتات الغابية: البلوط الأخضر (Quercus ilex) وشجرة الفستق من الأطلس (Pistacia atlantica) والأشجار البرية المستحلب (Ziziphus lotus).
  - النباتات الرعوية: تتألف عادة من الحلفاء الذي يستغل لصناعة الورق.
3. الأرض: خصائص الأرض من السد الأخضر ملخصه على النحو التالي: ذات عمق لا يتجاوز أحيانا 60 سم، ارتفاع كمية من الحجر الجيري النشط. كمية صغيرة من المواد العضوية الأساسية، درجة الحموضة (أعلى من 7.5) هذه الخصائص دعم تآكل الأرض.

## النتائج في بعض الولايات
أصبح السد الأخضر في ولاية الجلفة مهددا بالزوال، رغم أن الولاية كانت تشكل أهم ولاية يشملها المشروع منذ انطلاقته في 1974م التي غُرس فيها 30580 هكتار.
فعشرات الآلاف من الأشجار التي غرسها أفراد الجيش في المرحلة الأولى من 1974م حتى 1984م بمنطقة تعظميت على امتداد عرضه ما بين 5 و20 كلم وطول 50 كلم أصابها الإتلاف والقطع الفوضوي وأخرى لا أثر لها بسبب انعدام الحراسة والسقي• أما المرحلة الثانية من 1984م حتى 1990م فعرفت نجاحا نسبيا بعد الاتفاق المبرم بين الجيش ومديرية الغابات، إذ أوكلت الدراسة التقنية والمتابعة للمصالح الغابية وعملية التشجير لأفراد الجيش مع إعادة التشجير بمناطق أخرى التي أصابها اليبس والإتلاف، حيث توسعت العملية لتشمل موقعين في بلدية مليليحة وآخر ببلدية عين معبد امتدادا إلى غابات للجلال والسحاري القبلي مع مراعاة مناخ كل منطقة ونوعية البذور، حيث تم في هذا الإطار تشجير 30580 هكتارا. وأشير أن ولاية الجلفة تتوفر على مساحة غابية تقدر بأزيد من 208 ألف هكتار أي بنسبة 6.47 بالمائة من المساحة الإجمالية.
من جهة أخرى، هناك من يرى أن 500 ألف هكتار التي غُرست، تمثل المساحة المصنفة في خانة الأولويات، ’’ضمن الثلاثة ملايين هكتار الأصلية، لا يجب أن ننسى أن هناك مساحات صخرية، كثبان رملية، لا يصلح فيها شيء، وتمثل مساحة 500 ألف هكتار المنجزة، أهم ما في المشروع وهي كانت من الأوليات ’’ يكفي النظر إلى المسيلة التي تحولت إلى غابات، ويمكن القول أن نسبة نجاح المشروع بلغت 60 بالمائة’’.

## وصلات خارجية
- إعادة بعث مشروع السد الأخضر وفقا لمفاهيم التنمية المستدامة
- لجزائر تعيد بعث مشروع "السد الأخضر"
- أعادة بعثه للتأقلم مع المتغيرات المناخية مشروع السد الأخضر يعود بمفاهيم جديدة
- European Digital Archive on the Soil Maps of the world خرائط تربة الجزائر

## معرض الصور

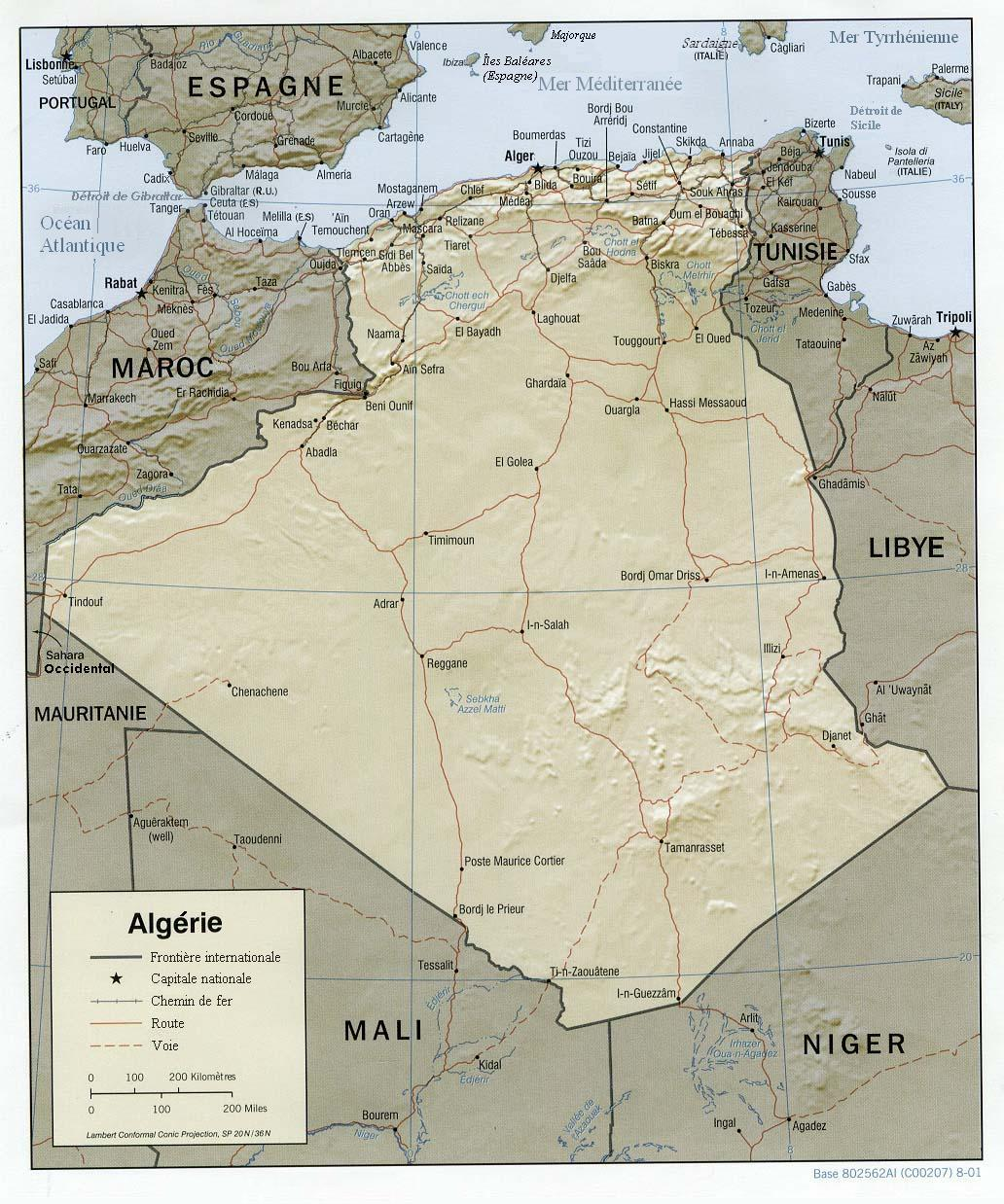
خريطة الجزائر